# Luca (Anatólia)

Anatólia no tempo do Império Hitita

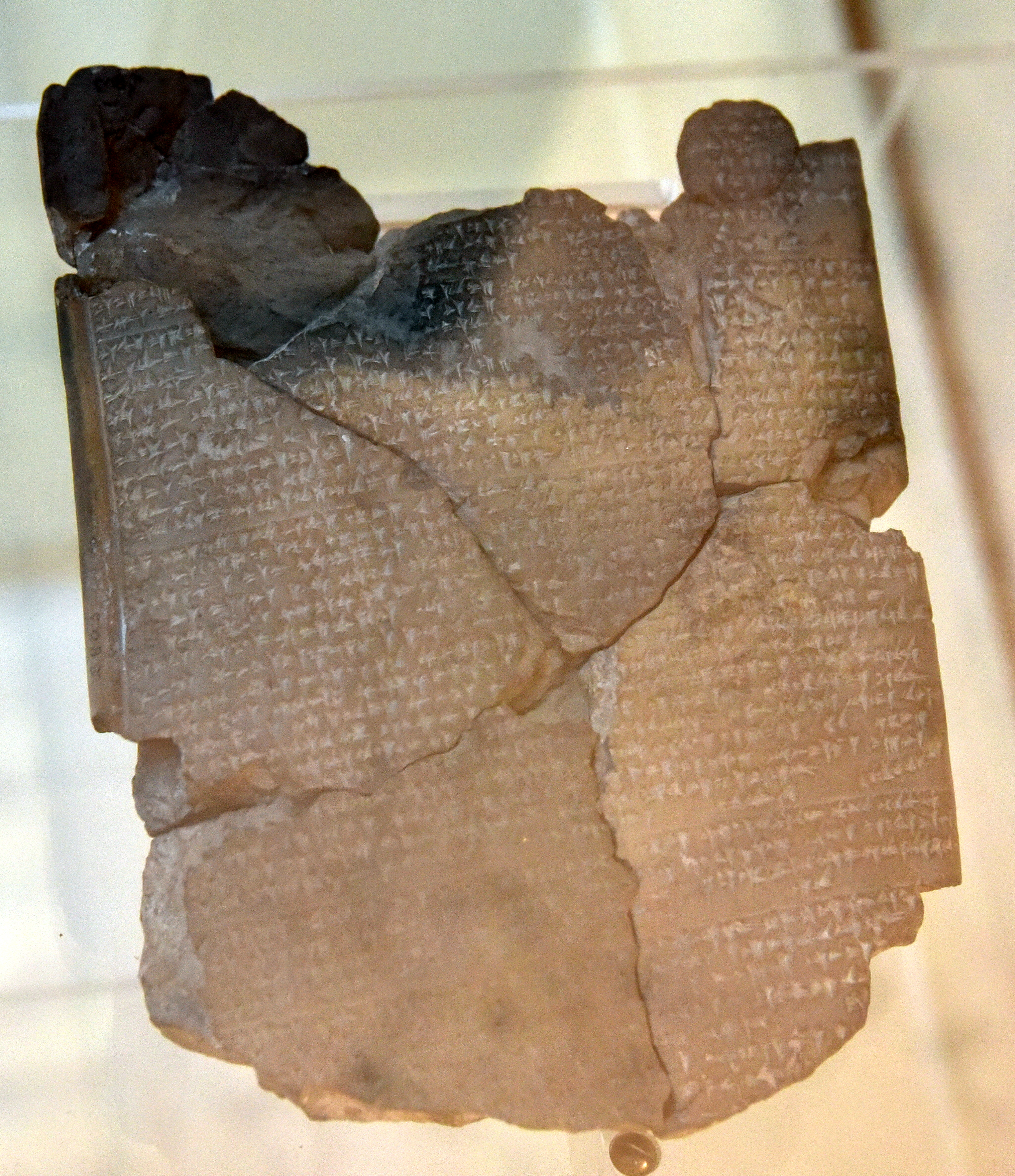
Tablete das Orações da Praga nos Museus Arqueológicos de Istambul

Luca (em hitita: Lukka) foram um grupo ou grupos étnicos luvitas na Anatólia que se organizaram em comunidades independentes, com afinidades étnicas próximas. São atestados por algumas fontes da Idade do Bronze Tardio provenientes de Hati, Egito e Ugarite. Parece que não formaram organização política coerente, pois falta registro de reis ou Estados lucanos, tratados de vassalagem entre eles e o rei hitita ou pessoas ou cidades que os representassem. Havia uma região central dos lucanos, mas vários indivíduos dessa população estavam espalhados pela Anatólia Ocidental e Meridional e que podem ter se assentado, temporária ou permanentemente, em Estados já existentes.
Segundo os registros hititas, os lucanos foram vassalos nominais de Hati, aparentemente no tempo que sua autoridade se estendia até Arzaua, embora parece que eram difíceis de controlar e muitas vezes foram abertamente hostis como atestado nas Orações da Praga de Mursil II. Também parece que tinham reputação de marinheiros e se envolveram em atividades piratas (ex. EA 38), indicando que o seu território era litorâneo. Aparecem nos registro egípcios entre os Povos do Mar que atacaram o Egito no tempo do faraó Merneptá (r. 1213–1203 a.C.) e o rei de Ugarite Amurapi cita numa carta ao rei de Alásia (Chipre) que toda sua frota estava estacionada em Luca. Trevor Bryce sugeriu que Luca, ou Terras de Luca como foi atestado antes do século XIII a.C., refere-se a uma região que se estendia do extremo oeste da Panfília até a Licônia, Pisídia e Lícia.